# Dave Navarro
David Michael «Dave» Navarro (Santa Mónica, California, 7 de junio de 1967) es un guitarrista estadounidense, conocido por ser miembro del grupo Jane's Addiction, con el que grabó cuatro álbumes de estudio; y posteriormente, entre 1993 y 1998, de la banda californiana Red Hot Chili Peppers, grabando un álbum de estudio, One Hot Minute. También fue miembro de los grupos The Panic Channel y Deconstruction, lanzó un álbum en solitario, titulado Trust No One en 2001, y ha colaborado con diversos grupos y artistas. 
También fue anfitrión y jurado del reality televisivo Ink Master.

## Primeros años
El abuelo paterno de Dave Navarro era un inmigrante mexicano, amigo del famoso actor del cine mudo Ramón Novarro, en cuyo apellido se inspiró al elegir nombre artístico.
Dave es hijo de James Raul Navarro y Constance Colleen Hopkins. Su madre Constance trabajó como modelo, apareciendo en el programa televisivo Let's Make a Deal. Navarro fue la única persona en su familia paterna que no hablaba español, como resultado del divorcio entre James y Constance cuando tenía sólo 7 años, y por el hecho de pasar la mayor parte de su tiempo con su madre.
Cuando Navarro tenía 15 años, tras el divorcio de sus padres, la madre de Dave, Constance Hopkins, fue asesinada por un disparo junto con una amiga. Su asesino fue su novio, John Riccardi, quien fue detenido en 1991, después de que Navarro apareció en la serie de televisión America's Most Wanted. Dave hubiera sido asesinado también, si su padre no le hubiese invitado a pasar la noche en su casa. Dave escribió un libro sobre ese hecho de su vida, «Don't Try This At Home».

## Carrera profesional
El estilo de Dave Navarro con la guitarra se describe como una fusión del heavy metal; la psicodelia y el rock moderno. Navarro fue totalmente absorbido por la guitarra siendo un adolescente, gracias al descubrimiento de la música de Jimi Hendrix. Estudió una gran variedad de estilos musicales.
Navarro se unió a Jane's Addiction en 1986, por sugerencia de su amigo de la infancia Stephen Perkins, que se había incorporado recientemente a la banda. Durante los siguientes cinco años, Jane's Addiction lanzó tres álbumes aclamados por la crítica, Jane's Addiction (1987), Nothing's Shocking (1988) y Ritual de lo Habitual (1990). Tras la ruptura de la banda, Navarro continuó trabajando con el bajista Eric Avery en la banda Deconstruction, junto con el baterista Michael Murphe. La banda lanzó un álbum de estudio antes de separarse.
Navarro se une a los Red Hot Chili Peppers en 1993, como el reemplazo del guitarrista John Frusciante. Grabó un álbum de estudio con la banda, One Hot Minute (1995), antes de salir en 1998 debido a diferencias creativas. En 1999 colaboró con Guns N' Roses en el tema "Oh My God" para la banda sonora de la película End of Days.
En 2001 Navarro lanza su álbum debut como solista, Trust No One.
En televisión, fue anfitrión en 2005 y 2006 junto a Brooke Burke en los realities Rock Star: INXS y Rock Star: Supernova. 
En 2012 se convirtió en el conductor y jurado del reality de tatuajes Ink Master, emitido hasta 2020 por Spike TV y su sucesor Paramount Network.

## Equipamiento
Navarro ha utilizado principalmente guitarras PRS, inicialmente la Custom 24 y más tarde su modelo signature, e Ibanez. El color con el que más se asocian sus instrumentos es el blanco. En el festival de Woodstock de 1994 utilizó dos Fender Stratocaster Vintage Sunburst.
En 1996 utilizó una guitarra hecha por encargo del propio Dave, una Modulus Blackknife Stratocaster que utilizó desde el año 1996 hasta el 1997; Dave lanzó la guitarra contra la batería de Chad Smith al terminar el evento, que tuvo que ser suspendido por una fuerte tormenta. También suele llevar amplificadores Marshall y Fender con cabezales Marshall.

## Vida personal
Navarro contrajo matrimonio y se divorció tres veces. Se casó con su primera esposa, Tanja, en una ceremonia pagana en 1990 y con su segunda esposa, Rhian, en una ceremonia civil el 15 de octubre de 1994. Navarro se casó con la modelo y actriz Carmen Electra el 22 de noviembre de 2003. El 17 de julio de 2006 Navarro y Carmen Electra, anunciaron en Star Magazine su divorcio por problemas personales.

## Discografía

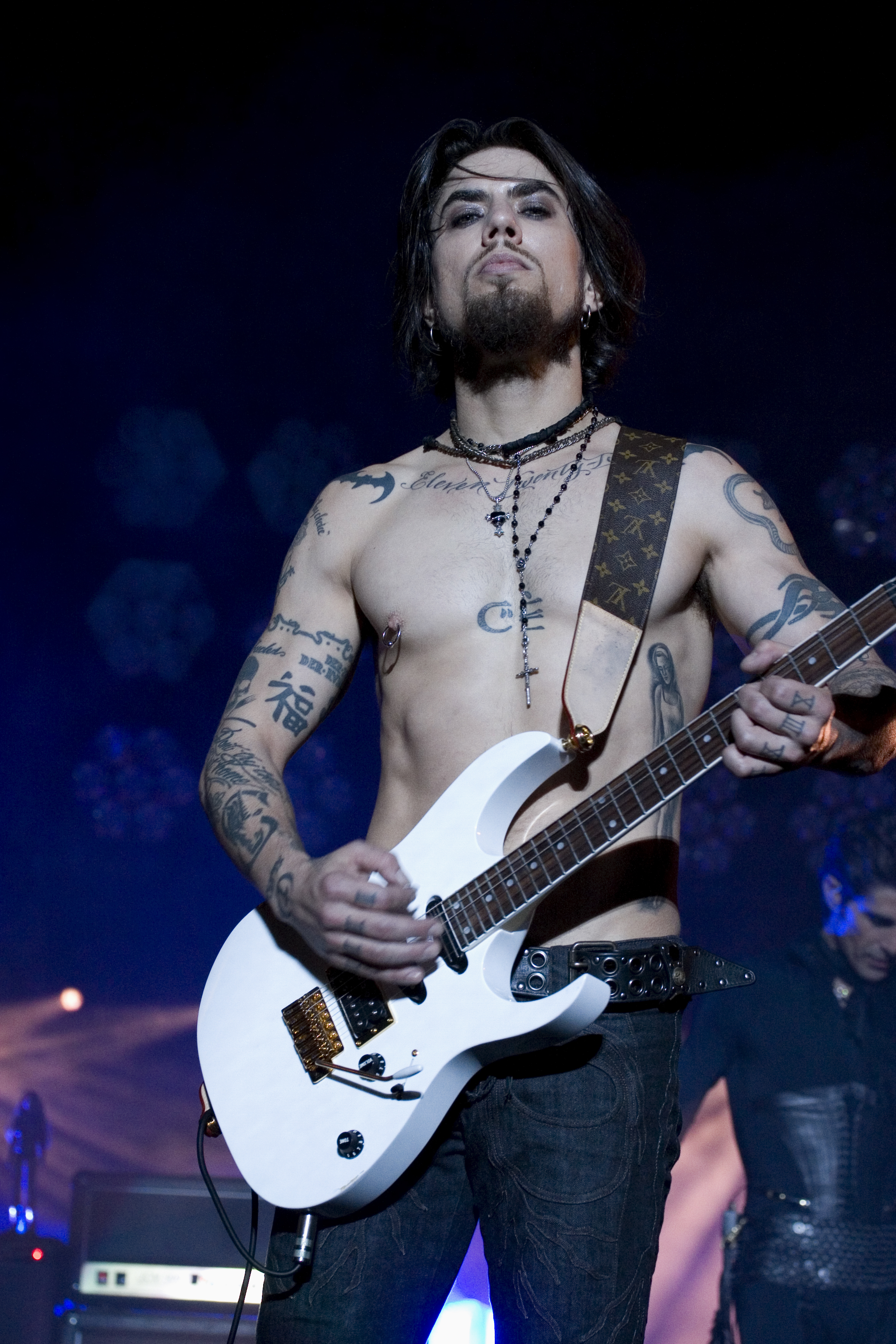
Dave Navarro en 2008.

### Con Jane's Addiction
- 1987 Jane's Addiction
- 1988 Nothing's Shocking
- 1990 Ritual de lo Habitual
- 1997 Kettle Whistle
- 2003 Strays
- 2006 Up From the Catacombs - The Best of Jane's Addiction
- 2011 The Great Scape Artist

### Con Deconstruction
- 1994 Deconstruction

### Con Red Hot Chili Peppers
- 1995 One Hot Minute

### Como solista
- 1995 Rhimorse (No publicado)
- 2001 Trust No One

### Con Spread
- 1997 Unicorns and Rainbows (No publicado)

### Con The Panic Channel
- 2006 (ONe)

### Con Christina Aguilera
- 2002 Stripped. Guitarra en "Fighter"

### Con Guns N' Roses
- 1999 End of Days OST

### Con Marilyn Manson
- 1998 Mechanical Animals Solo en "I Don't Like the Drugs (But the Drugs Like Me)".

### Con Alanis Morissette
- 1995 Jagged Little Pill Guitarra en "You Oughta Know".